# Карагандинский областной русский драматический театр имени К. С. Станиславского
Карагандинский государственный ордена Дружбы народов русский драматический театр имени К. С. Станиславского — театр в городе Караганда, один из первых русских драматических театров в Казахстане.

## История театра
Драматический театр был основан в 1930 году в Семипалатинске на базе кружка художественной самодеятельности. В 1932—1935 годах передвижной театр, в 1936 году работал в Балкаше, в 1940 переехал в Караганду. В 1963 году драматическому театру было присвоено имя великого режиссёра К. С. Станиславского. В 1981 году за заслуги в развитии советского театрального искусства театр был награждён орденом Дружбы народов.
На сцене театра играли народные артисты Казахской ССР В. В. Кузьмин-Караваев, А. А. Демидова, В. Ф. Корниенко, В. К. Борисов, народный артист России А. И. Булдаков, заслуженные артисты Казахской ССР Т. Ф. Зеленин, Т. А. Давыдова, Д. А. Белов, В. Т. Макуш, А. П. Зимарёва, З. Г. Горева, И. А. Калачанов, ныне в труппе заслуженный деятель Республики Казахстан В. Г. Злобин, Л. М. Пекушева, И. Ф. Городкова, О. Л. Цветкова, И. С. Немцев, Г. А. Турчина, И. В. Егорова и другие. 
Многие годы театром руководили заслуженные деятели искусств Казахстана Н. Воложанин и Г. Оганесян.
Здание театра находится по проспекту Н.Назарбаева, и до 2008 года в нём также базировался Карагандинский областной казахский драматический театр имени С. Сейфуллина.